# Ritratto di giovane uomo
Il Ritratto di giovane uomo è un dipinto olio su tavola (72x56 cm) attribuito a Raffaello Sanzio, databile tra il 1516 e 1517 circa e già conservato presso il Museo Czartoryski a Cracovia.

## Storia
L'opera, che venne copiata anche da Antoon Van Dyck probabilmente in Italia (quaderno di Chatsworth, 1622-1627), fu acquistata a Venezia dal principe Adamo Czartoryski nel 1807. 
Del dipinto si sono perse totalmente le tracce durante la seconda guerra mondiale quando fu trafugato dai tedeschi: nel 1939 Hans Frank fece infatti confiscare il dipinto. Fu visto per l'ultima volta nel 1945. Del dipinto sono visibili oggi solo fotografie in bianco e nero, colorate digitalmente, o copie eseguite da altri artisti (quella di Van Dyck, un'altra all'Accademia Carrara, oppure al Museo di Canterbury, o altre). A Cracovia vi è un ritratto eseguito da Jan Lievens basato sul dipinto di Raffaello ma con fattezze completamente modificate in quelle dello stesso Lievens.

## Descrizione

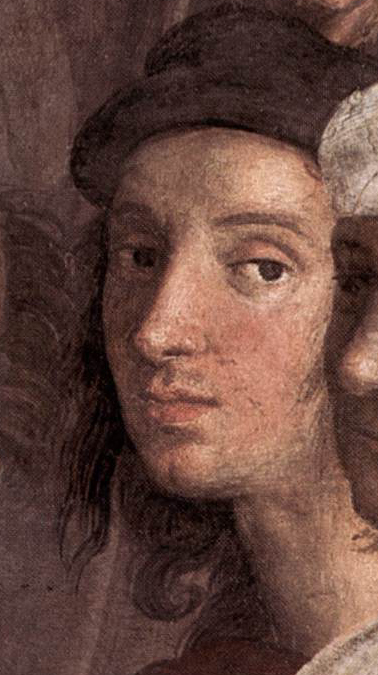
Raffaello, autoritratto nella Scuola di Atene,
così identificato già dal Vasari.

Il dipinto ritrae un giovane di tre quarti, con il volto girato verso lo spettatore, ritratto entro una stanza con finestra. Secondo Carlo Gamba la parte sinistra venne tagliata o perché danneggiata o per adattare le dimensioni della tela a una cornice, poiché è abbastanza raro che la mano sia dipinta solo a metà. Una pulitura troppo energica, eseguita in epoca imprecisata, ha impoverito la superficie pittorica, rendendo più difficile l'attribuzione. Interventi di aiuti, probabilmente di Giulio Romano, sono stati rilevati da Adolfo Venturi.

### Soggetto
Alcuni come la principessa Izabela Czartoryska, fondatrice della collezione d'arte Czartoryski e David Passavant hanno ipotizzato in passato che potesse essere un autoritratto di Raffaello, per somiglianza con il dipinto degli Uffizi o l'autoritratto come Apelle ne La scuola di Atene.

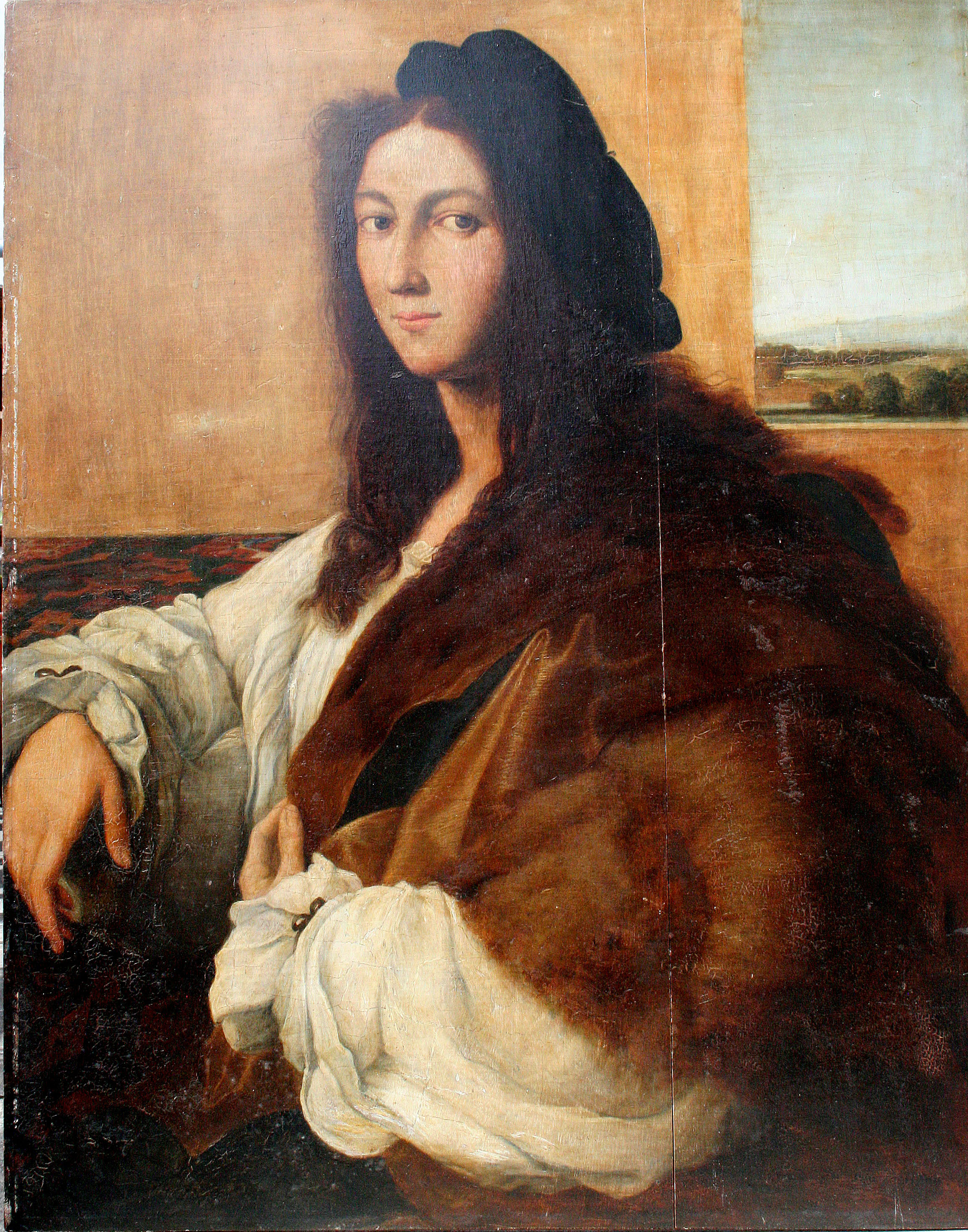
Riproduzione del ritratto, opera di artista anonimo, collezione privata di Berlino.

Il giovane ha i capelli lunghi, dello stesso colore degli autoritratti del pittore urbinate, scriminati al centro come nell'immagine con la barba dell'Autoritratto con un amico, porta anch'egli un cappello nero da pittore della stessa foggia; come essi è in posa di tre quarti, i tratti del volto e l'espressione sono simili al ritratto della Scuola; il soggetto indossa un'ampia camicia bianca e una pelliccia adagiata sulla spalla, che tuttavia si rifanno all'iconografia di un giovane nobile più che di un pittore, segno di una possibile modifica del soggetto a lavoro in corso o un'idealizzazione della figura di Raffaello. Altri hanno avvicinato l'opera ai cosiddetti ritratti giovanili di Francesco Maria I Della Rovere, forse effigiato negli affreschi raffaelliani della Stanza della Segnatura (ad esempio, tra questi, la figura giovanile biancovestita raffigurante la Kalokagathia greca, visibile anch'esso tra i personaggi della citata Scuola di Atene, è stato ritenuto in alcune interpretazioni avere le sembianze del giovanissimo Della Rovere), o nel Giovane con la mela, simile al ritratto di Francesco Maria eseguito da Bartolomeo Veneto.

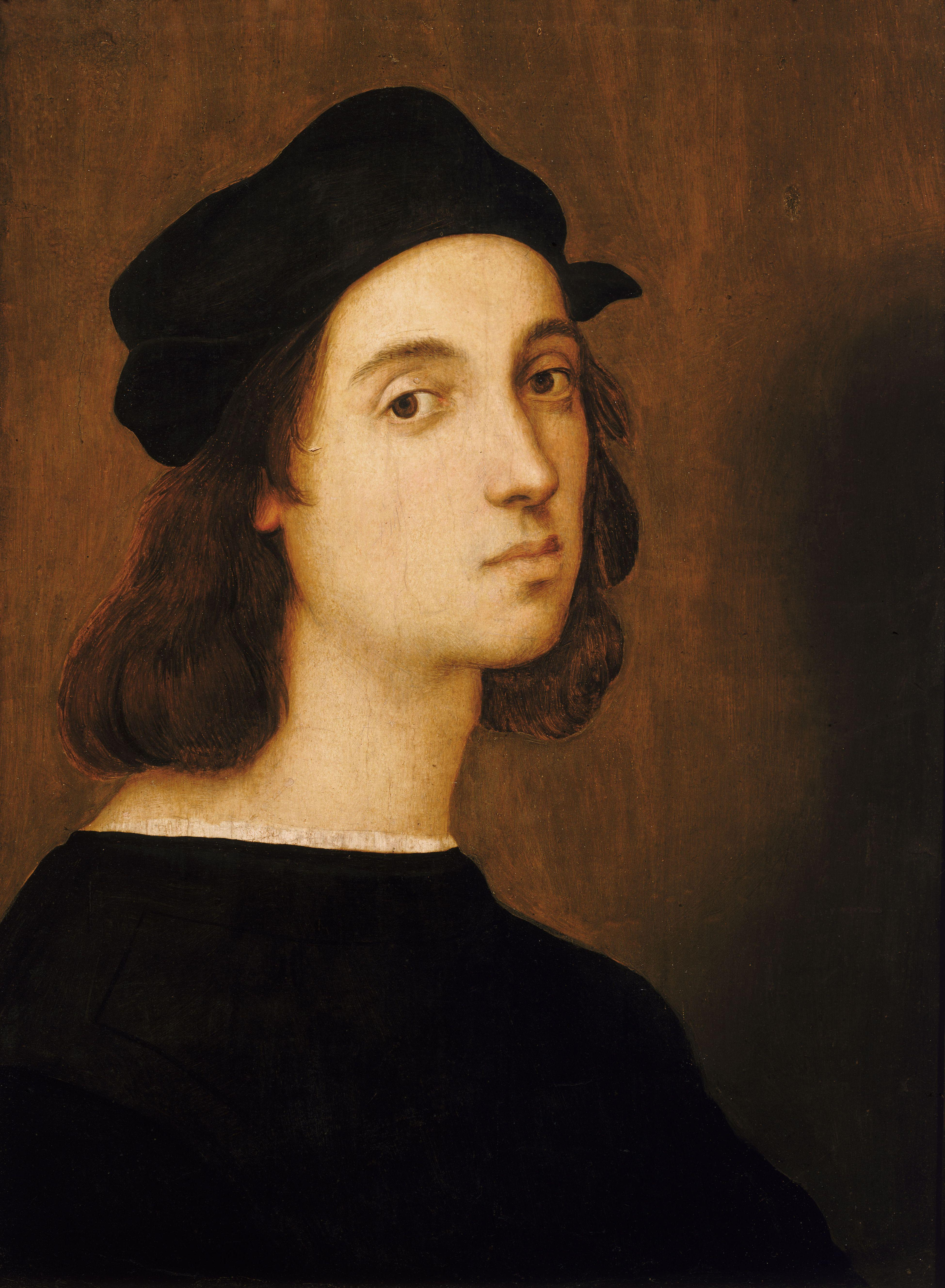
L'Autoritratto di Raffaello agli Uffizi di Firenze
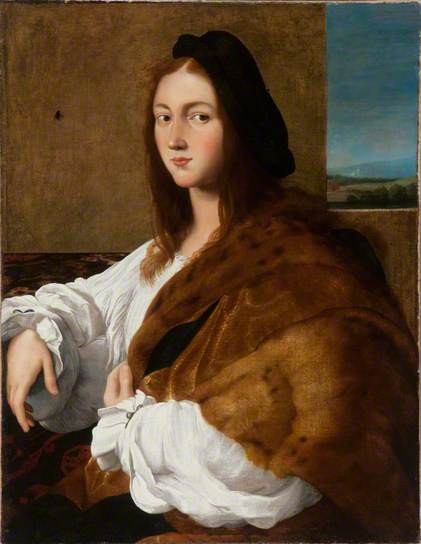
Riproduzione con tratti leggermente femminilizzati, Canterbury
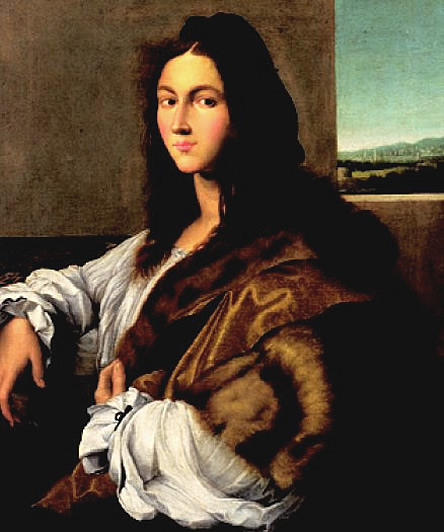
Copia dell'Accademia Carrara
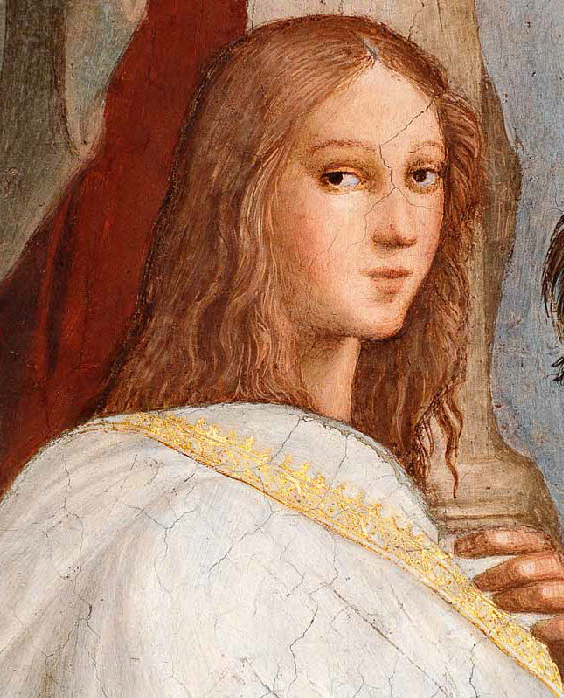
La Kalokagathia rappresentata da Raffaello nella Scuola di Atene, con le presunte sembianze del giovane Della Rovere
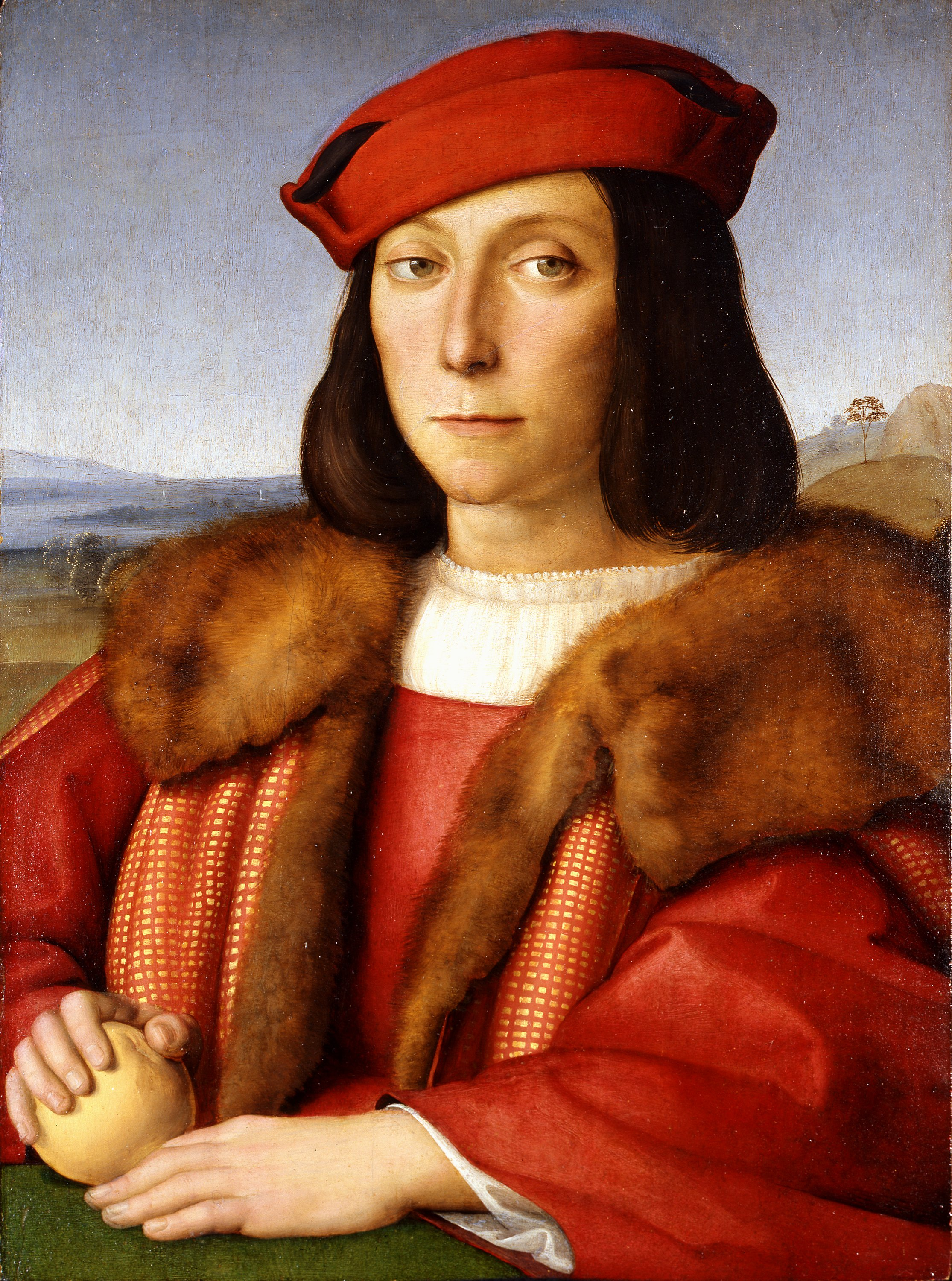
Raffaello, il Ritratto di giovane con la mela, identificato con l'adolescente Francesco Maria della Rovere